# Polygala ehlersii
Polygala ehlersii är en jungfrulinsväxtart som beskrevs av Gürke. Polygala ehlersii ingår i släktet jungfrulinssläktet, och familjen jungfrulinsväxter. Inga underarter finns listade i Catalogue of Life.